# Jens Jørn Bertelsen
Jens Jørn Haahr Bertelsen (Guldager, 15 febbraio 1952) è un ex calciatore danese, di ruolo centrocampista.

## Palmarès

### Club
- Campionato danese: 1

Esbjerg: 1978-1979
- Coppa di Danimarca: 1

Esbjerg: 1975-1976

### Individuale
- Calciatore danese dell'anno: 1

1979